# 5 octobre
Pour les articles homonymes, voir Cinq-Octobre.
5 septembre 5 novembre
Chronologies thématiques
- Croisades
- Ferroviaires
- Sports
- Disney
- Anarchisme
- Catholicisme

Abréviations / Voir aussi
- (° 1852) = né en 1852
- († 1885) = mort en 1885
- a.s. = calendrier julien
- n.s. = calendrier grégorien
- Calendrier
- Calendrier perpétuel
- Liste de calendriers
- Naissances du jour

Le 5 octobre est le 278e jour de l'année du calendrier grégorien, 279e lorsqu'elle est bissextile (il en reste ensuite 87).
C'était généralement l'équivalent du 14 vendémiaire du calendrier républicain français, officiellement dénommé jour du réséda.

## Événements

### VIesiècle
- 578 : Tibère II Constantin devient empereur byzantin.

### VIIesiècle
- 610 : Héraclius devient empereur byzantin.

### IXesiècle
- 816 : sacre par le pape Étienne IV de Louis le Pieux, premier monarque ainsi sacré à Reims, pratique suivie par presque tous les rois de France après lui.

### XIVesiècle
- 1305 : Venceslas III de Bohême épouse Viola Élizabeth de Cieszyn.

### XVesiècle
- 1465 : traité de Conflans (ligue du Bien public).

### XVIesiècle
- 1582 : le 5 octobre 1582 n'existe pas dans certains États ; à la suite du passage du calendrier julien au calendrier grégorien, le lendemain du 4 octobre 1582 fut le 15 octobre 1582 directement, et ce dans les États du Pape, l'Italie, l'Espagne, le Portugal et la Pologne.

### XVIIIesiècle
- 1789 : marche des femmes de Paris à Versailles (famille royale emmenée de Versailles à Paris).
- 1793 : raid sur Gênes, victoire de la marine britannique sur la marine française.
- 1795 : insurrection royaliste du 13 vendémiaire an IV, tentative de coup d'État qui se solde par un échec.

### XXesiècle
- 1908 : 
  - annexion de la Bosnie-Herzégovine par l'Autriche-Hongrie.
  - Indépendance de la Bulgarie.
- 1910 : proclamation de la République portugaise.
- 1914 : premier combat aérien de l'histoire.
- 1947 : création du Kominform.
- 1949 : résolution no 76 du Conseil de sécurité des Nations unies, relative aux frais occasionnés à l'avenir par la présence d'observateurs militaires des Nations unies en Indonésie.
- 1972 : fondation du parti politique français Front national.
- 1988 :
  - émeutes en Algérie.
  - référendum chilien de 1988, ayant mené à la défaite d'Augusto Pinochet.
- 1994 : suicide collectif de la secte Ordre du Temple solaire.

### XXIesiècle
- 2003 : Akhmad Kadyrov est élu président de Tchétchénie.
- 2014 : lors de la guerre civile somalienne, l’armée somalienne et l’AMISOM conquièrent Brava, dernier port contrôlé par le groupe djihadiste des Al-Shabbaab.
- 2017 : 
  - le gouvernement irakien annonce la libération d'Hawija.
  - au Mozambique, des membres d'Ansar al-Sunna attaquent 3 commissariats de la ville de Mocímboa da Praia, qu'ils parviennent à tenir pendant quarante-huit heures, déclenchant ainsi l'insurrection islamiste de Cabo Delgado.
- 2022 : La Slovénie devient le premier pays d’Europe de l’Est à autoriser le mariage homosexuel et l’adoption après un vote du Parlement.
- 2024 : 13e jours des bombardements israéliens au Liban qui font état de 25 morts et 96 blessés de plus[1].

## Arts, culture et religion
- 1962 : 
  - publication en Grande-Bretagne de Love Me Do, le premier single des Beatles.
  - avant-première mondiale à Londres de James Bond 007 contre Dr. No, premier film de la saga des "James Bond", produite par EON Productions.
- 1969 : première diffusion télévisée, en Grande-Bretagne, du Monty Python's Flying Circus.
- 1994 : le film américain "Forrest Gump" sort en France[2].
- 2017 : le prix Nobel de littérature est attribué au Britannique Kazuo Ishiguro.
- 2018 : Michel Denisot tourne quelques scènes de son premier long-métrage de fiction, Toute ressemblance..., sous l'arcade ouest de la place parisienne des Vosges.
- 2023 : le prix Nobel de littérature est attribué au Norvégien Jon Fosse « pour ses pièces de théâtre et sa prose novatrices qui donnent une voix à l'indicible »[3].

## Sciences et techniques
- 1975 : l'ornithologue Jean-Paul Ledant découvre une nouvelle espèce d'oiseau, la sittelle kabyle.
- 2016 : attribution du prix Nobel de chimie au Français Jean-Pierre Sauvage, à l'Écossais James Fraser Stoddart, et au Néerlandais Bernard Lucas Feringa, pour leurs travaux sur la conception et la synthèse de machines moléculaires.
- 2020 : le prix Nobel de physiologie ou médecine est attribué aux Américains Harvey J. Alter et Charles M. Rice ainsi qu'au Britannique Michael Houghton pour leur découverte du virus de l'hépatite C[4].
- 2021 : le prix Nobel de physique est attribué à l'Américain Syukuro Manabe, l'Allemand Klaus Hasselmann et l'Italien Giorgio Parisi pour leurs contributions à la compréhension des systèmes physiques complexes[5].
- 2022 : le prix Nobel de chimie est attribué au Danois Morten Meldal ainsi qu’ aux Américains Carolyn R. Bertozzi et K. Barry Sharpless pour le développement de la chimie click et la chimie bioorthogonale[6].

## Économie et société
- 1997 : l’équipe de France féminine de tennis (Fuset, Pierce, Tauziat, Testud, avec pour entraîneur Noah) remporte pour la première fois la Fed Cup (face aux Néerlandaises en finale)[7].
- 2013 : Anas al-Liby, recherché par le F.B.I. depuis 2001, est capturé par les forces spéciales américaines près de Tripoli, en Libye.
- 2018 : le prix Nobel de la paix est décerné au chirurgien gynécologue congolais Denis Mukwege, et à l'Irakienne Nadia Murad.

## Naissances

### XVIesiècle
- 1520 : Alexandre Farnèse, prélat italien († 2 mars 1589).

### XVIIesiècle
- 1640 : Madame de Montespan (Françoise Athénaïs de Rochechouart de Mortemart dite), favorite du roi de France Louis XIV († 26 mai 1707).
- 1641 : Kira Yoshinaka, kōke japonais, exécuté par les 47 rōnin du Japon († 31 janvier 1703).

### XVIIIesiècle
- 1703 : Jonathan Edwards, théologien et métaphysicien américain († 22 mars 1758).
- 1712 : Francesco Guardi, peintre italien († 1er janvier 1793).
- 1713 : Denis Diderot, écrivain et philosophe français († 31 juillet 1784).
- 1728 : Charles de Beaumont, chevalier d'Éon, diplomate et agent secret français († 21 mai 1810).
- 1781 : Bernard Bolzano, mathématicien et philosophe tchèque († 18 décembre 1848).

### XIXesiècle
- 1816 : George T. Kingston, météorologue canadien d'origine britannique ( † 21 janvier 1886).
- 1827 : Arthur de La Borderie, historien français, considéré comme le père de l'historiographie bretonne, homme politique, conseiller général, puis député ( † 17 février 1901).
- 1829 : Chester Alan Arthur, homme politique et juriste américain, 21e président des États-Unis de 1881 à 1885 († 18 novembre 1886).
- 1848 : Édouard Detaille, peintre français, renommé pour ses scènes militaires († 23 décembre 1912)
- 1856 : Paul Banéat, historien français ( † 22 mai 1942).
- 1864 :
  - Louis Lumière, ingénieur français, co-inventeur du cinématographe avec son frère Auguste († 6 juin 1948).
  - Arthur Zimmermann, homme politique allemand, ministre des Affaires étrangères allemand de 1916 à 1917 († 6 juin 1948).
- 1873 : Lucien Mérignac, escrimeur français, champion olympique en 1900 ( † 1er mars 1941).
- 1877 : Annie Pétain, épouse de Philippe Pétain ( † 30 janvier 1962).
- 1879 : Francis Rous, virologue américain, Prix Nobel de physiologie ou médecine en 1966 († 16 février 1970).
- 1882 : Robert Goddard, physicien américain († 10 août 1945).
- 1887 : René Cassin, juriste français, prix Nobel de la paix en 1968 († 20 février 1976).
- 1899 : Georges Bidault, homme politique français, président du Gouvernement provisoire de la République française, en 1946, et président du Conseil des ministres, de 1949 à 1950 († 26 janvier 1983).

### XXesiècle
- 1901 : Albert Edward Cooke, joueur de rugby néo-zélandais († 29 septembre 1977).
- 1902 : Ray Kroc, entrepreneur américain, propriétaire de McDonald's de 1961 à 1984 († 14 janvier 1984).
- 1905 : John Hoyt, acteur américain († 15 septembre 1991).
- 1907 : Allan Shivers, homme politique américain, gouverneur du Texas de 1949 à 1957 († 14 janvier 1985).
- 1908 : Joshua Logan, écrivain et réalisateur américain († 12 juillet 1988).
- 1911 :
  - Pierre Dansereau, écologue et enseignant québécois († 28 septembre 2011).
  - Son Sann (សឺន សាន), homme politique cambodgien, Premier ministre de 1967 à 1969 († 19 décembre 2000).
- 1915 : Blanchette Brunoy (Blanche Bilhaud dite), comédienne française († 4 avril 2005).
- 1916 : Francis Huré, résistant, diplomate et écrivain français († 4 novembre 2021).
- 1917 : Magda Szabó, écrivaine hongroise († 19 novembre 2007).
- 1919 : Donald Pleasence, acteur britannique († 2 février 1995).
- 1923 :
  - Albert Gudmundsson, footballeur puis dirigeant de football puis homme politique islandais († 7 avril 1994).
  - Glynis Johns, actrice, chanteuse, danseuse et pianiste britannique sud-africaine (la mère suffragette des deux bambins du film Mary Poppins). († 4 janvier 2024).
- 1924 :
  - Nello Lauredi, cycliste sur route italien puis français († 8 avril 2001).
  - Bernard Noël, acteur français († 2 septembre 1970).
  - Guy Piérauld, acteur de doublage français, V.F. de Bugs Bunny ou de Max la menace († 25 juin 2015).
  - Robert « Bob » Thaves, auteur américain de bandes dessinées († 1er août 2006).
- 1925 : Roberto Juarroz, poète argentin († 31 mars 1995).
- 1929 :
  - Richard Gordon, astronaute américain († 6 novembre 2017).
  - William Wadsworth « Bill » Wirtz, dirigeant de hockey sur glace américain († 26 septembre 2007).
- 1930 :
  - Raymond Guiot, flûtiste, pianiste, compositeur et musicien pédagogue français.
  - « Litri » (Miguel Báez Espuny dit), matador espagnol († 18 mai 2022).
  - Pavel Popovitch (Павел Романович Попович), cosmonaute soviétique († 30 septembre 2009).
- 1931 : Henri Morvan, agriculteur et chanteur breton brittophone traditionnel du trio des Frères Morvan ou Ar Vreudeur Morvan.
- 1932 :
  - Ron Miller (Ronald Norman Gould dit), compositeur américain († 23 juillet 2007).
  - Gabriel Piroird, prélat français († avril 2019).
  - Dean Prentice, hockeyeur professionnel canadien († 2 novembre 2019).
- 1933 : Diane Cilento, actrice australienne († 6 octobre 2011).
- 1935 : 
  - Laurent Robuschi, footballeur puis entraîneur français.
  - Oswald Wiener, écrivain, cybernéticien, théoricien des langues et restaurateur autrichien père de la restauratrice et animatrice Sarah Wiener († 18 novembre 2021).
- 1936 : 
  - Václav Havel, dramaturge et homme politique tchèque, dissident puis ancien Président démocratiquement élu de la République tchèque († 18 décembre 2011).
  - Koretoshi Maruyama, maître japonais d'arts martiaux.
- 1939 :
  - Marie-Claire Blais, écrivaine québécoise († 30 novembre 2021).
  - Marie Laforêt (Maïtena Douménach dite), chanteuse et actrice française († 2 novembre 2019).
- 1940 : Sid Ahmed Agoumi, acteur algérien
- 1941 : Eduardo Duhalde, homme politique et avocat argentin, président de l’Argentine de 2002 à 2003.
- 1943 :
  - Steve Miller, musicien américain.
  - Horst Queck, sauteur à ski allemand.
- 1944 : 
  - Michael Ande, acteur allemand.
  - Louise Turcot, actrice québécoise.
- 1946 : Jean Perron, entraîneur et analyste de hockey sur glace québécois.
- 1947 : Brian Johnson, chanteur britannique du groupe AC/DC.
- 1948 :
  - Plácida Espinoza, éducatrice, syndicaliste et femme politique bolivienne.
  - Marcel Otte, préhistorien belge.
  - Anna Tavano, athlète handisport française († 18 décembre 2012).
- 1949 : Ralph Goodale, homme politique canadien, plusieurs fois ministre.
- 1950 : 
  - Eddie Clarke, musicien britannique, guitariste du groupe Motörhead et Fastway († 10 janvier 2018).
  - Jeffrey « Jeff » Charles William Michael Conaway, acteur américain († 27 mai 2011).
- 1951 :
  - Karen Allen, actrice américaine.
  - Robert Frederick Zenon « Bob » Geldof, chanteur, auteur-compositeur et militant politique irlandais.
- 1952
  - Clive Barker, écrivain britannique.
  - Duncan Regehr, acteur canadien.
  - Vladimir Nevzorov, judoka soviétique, champion olympique.
- 1953 :
  - Roy Laidlaw, joueur de rugby écossais.
  - Pierre de Thoisy, pilote automobile français.
- 1954 : Philip Queffélec, homme d'affaires Franco-Suisse.
- 1955 : Caroline Loeb, actrice, animatrice de radio, chanteuse française.
- 1957 :
  - Philippe Houvion, athlète de saut à la perche français.
  - Bernie Mac (Bernard Jeffrey McCullough dit), acteur et humoriste américain († 9 août 2008).
  - Jens Doberschütz, rameur d'aviron est-allemand, champion olympique.
- 1958 :
  - Philippe Corti, D.J. et co-animateur français.
  - Brent Ward Jett Jr., astronaute américain.
  - André Kuipers, astronaute néerlandais.
- 1960 : Daniel Baldwin, acteur américain.
- 1962 : 
  - Michael Andretti, pilote automobile américain.
  - Mike Conley, athlète américain spécialiste du triple-saut, champion olympique.
- 1963 :
  - Laura Davies, golfeuse professionnelle anglaise.
  - Sophie Favier, animatrice de la télévision française.
  - Pascale Hummel, philologue, historienne de la philologie, traductrice, professeur de lettres et essayiste française.
- 1964 : Letitia Vriesde, athlète de demi-fond surinamaise.
- 1965 :
  - Mario Lemieux, hockeyeur canadien.
  - Patrick Roy, hockeyeur canadien.
- 1966 : Inessa Kravets (Інеса Миколаївна Кравець), athlète de sauts ukrainienne.
- 1967 :
  - Jean-René Dufort, animateur québécois de radio et de télévision, animateur de l'émission Infoman.
  - Stéphane Ougier, joueur de rugby à XV français.
  - Guy Pearce, acteur australien d’origine anglaise.
- 1968 : Xavier Gravelaine, footballeur français.
- 1969 : Arthur Gomes, joueur de rugby à XV français.
- 1970 :
  - Josie Bissett (Jolyn Christine Heutmaker dite), actrice américaine.
  - Nicolas Fontaine, skieur acrobatique québécois.
  - Elie Mechantaf (إيلي مشنتف), basketteur libanais.
- 1971 : Derrick Sharp, basketteur américain naturalisé israélien.
- 1972 :
  - Grant Hill, basketteur américain.
  - Warwara Zelenskaja (Варвара Владимировна Зеленская), skieuse alpine russe.
- 1973 : Cédric Villani, mathématicien français, lauréat de la médaille Fields 2010, homme politique, député LREM, candidat à la Mairie de Paris en 2020.
- 1974 : Robert Mateja, sauteur à ski polonais.
- 1975 :
  - Dianbobo Baldé, footballeur guinéen.
  - Parminder Nagra, actrice britannique.
  - Kate Winslet, actrice britannique.
- 1976 :
  - Ronalda (Liliana Catia dos Santos Aveiro dite), chanteuse portugaise.
  - Alessandra Sublet, animatrice de télévision française.
- 1977 : Vincent Parisi, ju-jitsuka, consultant sportif et chroniqueur français.
- 1978 : 
  - Pichetchai Pholdee, acteur, animateur de télévision et mannequin thaïlandais.
  - James Valentine, guitariste américain du groupe Maroon 5.
- 1979 : William « Will » McDonald, basketteur américain.
- 1980 :
  - Anthony Lecointe, footballeur français.
  - Joakim Brodén, chanteur tchéco-suédois du groupe Sabaton.
  - Pascal Papé, joueur de rugby français.
  - Yuta Tabuse (田臥 勇太), basketteur japonais.
  - Paul Thomas, bassiste américain du groupe Good Charlotte.
- 1982 :
  - Shawn Germain, joueur de hockey sur glace canadien.
  - Yannick Kamanan, footballeur français.
- 1983 :
  - Jesse Eisenberg, acteur américain.
  - Nicholai Olivia « Nicky » Hilton, mannequin, styliste et actrice américaine.
  - Florian Mayer, joueur de tennis allemand.
- 1984 : Clint Jones, sauteur à ski américain.
- 1986 :
  - Dominic James, basketteur américain.
  - Nikita Kurbanov (Никита Александрович Курбанов), basketteur russe.
  - Novica Veličković (Новица Величковић), basketteur serbe.
- 1987 :
  - Marino Cardelli, skieur alpin saint-marinais.
  - Michael Grabner, hockeyeur professionnel autrichien.
  - Brandan Wright, basketteur américain.
  - So Yeon (Park So-yeon / 박소연 dite), danseuse et chanteuse sud-coréenne du groupe T-ara.
- 1988 :
  - Michael « Mickey » Renaud, hockeyeur sur glace junior canadien († 18 février 2008).
  - Sam Warburton, joueur de rugby gallois.
- 1989 : Daniele Ratto, cycliste sur route italien.
- 1990 : Maud Medenou, basketteuse française.
- 1991 : Tornike Shengelia (თორნიკე შენგელია), basketteur géorgien.
- 1992 :
  - DeShane « Shane » Larkin, basketteur américain.
  - Cody Zeller, basketteur américain.
- 1996 : Shaybo, rappeuse nigériano-britannique.

### XXIesiècle
- 2006 : Jacob Tremblay, acteur canadien.

## Décès

### VIesiècle
- 578 : Justin II, empereur byzantin, régnant de 565 à 578 (° 520).

### XIesiècle
- 1056 : Henri III, duc de Bavière de 1026 à 1042 et roi puis empereur des Romains de 1039 à 1056 (° 28 octobre 1017).

### XIIesiècle
- 1112 : Sigebert de Gembloux, religieux et chroniqueur belge (° vers 1030).

### XIIIesiècle
- 1214 : Alphonse VIII, roi de Castille de 1158 à 1214 (° 11 novembre 1155).
- 1285 : Philippe III le Hardi, roi de France de 1270 à 1285 (° 30 avril 1245).

### XIVesiècle
- 1398 : Blanche de Navarre, reine de France en 1350, veuve de Philippe VI (° 1331).

### XVIesiècle
- 1528 : Richard Fox, homme d'Église anglais (° 1448).
- 1564 : Pierre de Manchicourt, compositeur flamand (° vers 1510).
- 1565 : Lodovico Ferrari, mathématicien italien (° 2 février 1522).

### XVIIesiècle
- 1606 : Philippe Desportes, poète français (° 1546).

### XVIIIesiècle
- 1791 : Grigori Potemkine (Григорий Александрович Потёмкин), militaire et homme d'État russe (° 13 septembre 1739).

### XIXesiècle
- 1805 : Charles Cornwallis, militaire britannique (° 31 décembre 1738).
- 1820 : Augustin Barruel, religieux et essayiste français (° 2 octobre 1741).
- 1821 : Claudius James Rich, archéologue et anthropologue britannique (° 28 mars 1787).
- 1837 : Hortense de Beauharnais, reine de Hollande de 1806 à 1810, mère de Napoléon III (° 10 avril 1783).
- 1851 : Jules-César Savigny, zoologiste français (° 5 avril 1777).
- 1854 : « Leoncillo » (Juan León y López dit), matador espagnol (° 2 septembre 1788).
- 1880 :
  - William Lassell, astronome britannique (° 18 juin 1799).
  - Jacques Offenbach, compositeur français (° 20 juin 1819).
  - Pierre-Anastase Pichenot, évêque français (° 23 octobre 1816).
- 1883 : Joachim Barrande, géologue et paléontologue français (° 11 août 1799).
- 1886 : Ernest-Eugène Hiolle, sculpteur français (° 5 mai 1834).
- 1892 : George-Albert Aurier, homme de lettres français (° 5 mai 1865).

### XXesiècle
- 1911 : Manfred von Seherr-Thoss, homme politique prussien (° 5 janvier 1827).
- 1918 : Roland Garros, aviateur français (° 6 octobre 1888).
- 1933 : Renée Adorée (Emilia Louise Victoria Reeves dite), actrice française (° 30 septembre 1897).
- 1934 : Jean Vigo, cinéaste français (° 26 avril 1905).
- 1940 : Silvestre Revueltas, compositeur mexicain (° 31 décembre 1899).
- 1950 : Friedrich Heinrich Lewy, médecin germano-américain (° 28 janvier 1885).
- 1955 : Koichi Kawai, homme d'affaires japonais (° 5 janvier 1886).
- 1964 : Roger Féral (Roger Boris Lazareff dit), journaliste français (° 19 octobre 1904).
- 1967 : Clifton Williams, astronaute américain (° 26 septembre 1932).
- 1974 : 
  - Zalman Shazar (זלמן שז"ר), homme politique, écrivain, journaliste et poète israélien, 3e président d'Israël de 1963 à 1973 (° 24 novembre 1889).
  - Ebe Stignani, cantatrice italienne (° 10 juillet 1903).
- 1976 : 
  - Barbara Nichols, actrice américaine (° 30 décembre 1929).
  - Lars Onsager, chimiste norvégien, prix Nobel de chimie en 1968 (° 27 novembre 1903).
- 1977 : Jean-Charles Bonenfant, journaliste et professeur de droit québécois (° 21 juillet 1912).
- 1981 : Gloria Grahame, actrice américaine (° 28 novembre 1923).
- 1985 : Karl Menger, mathématicien autrichien (° 13 janvier 1902).
- 1986 : Hal Brent Wallis, producteur de cinéma américain (° 14 septembre 1899).
- 1992 : Eddie Kendricks (Edward James Kendrick dit), chanteur américain du groupe The Temptations (° 17 décembre 1939).
- 1993 :
  - Francesco Carpino, prélat italien (° 18 mai 1905).
  - Karl Gordon Henize, astronaute américain (° 17 octobre 1926).
  - J.B. Tanko, réalisateur et producteur croate expatrié au Brésil (° 21 avril 1906).
  - Martin Auguste Winterberger, seul Français évadé du camp de concentration de Natzweiler-Struthof (°19 décembre 1917).
- 1996 : 
  - Judith Allen, actrice américaine (° 28 janvier 1911).
  - Seymour Cray, ingénieur américain (° 28 septembre 1925).
  - Richard Kröll, skieur alpin autrichien (° 15 mars 1968).
- 1997 : 
  - Maurice-Raymond de Brossard, officier de marine, historien et peintre français (° 2 mars 1909).
  - Brian Pillman, joueur de football américain et catcheur américain (° 22 mai 1962).
  - Arthur Tracy, chanteur et acteur américain (° 25 juin 1899).
  - Bernard Yago, cardinal et archevêque ivoirien  (° juillet 1916).
- 1998 : 
  - Georges Matoré, lexicologue français (° 8 août 1908).
  - Denis Savignat, acteur français (° 3 mai 1937).
  - Federico Zeri, critique et historien de l'art italien (° 21 août 1921).

### XXIesiècle
- 2001 : 
  - Joaquim Brugué, footballeur espagnol (° 18 juillet 1931).
  - Michael Joseph « Mike » Mansfield, homme politique américain (° 16 mars 1903).
  - Zoltán Székely, violoniste et compositeur hongrois (° 8 décembre 1903).
- 2002 : Chuck Rayner, hockeyeur sur glace canadien (° 11 août 1920).
- 2003 : 
  - Roger Bédard, entraîneur de hockey sur glace québécois (° 5 mars 1925).
  - Denis Quilley, acteur britannique (° 26 décembre 1927).
  - Daniel « Dan » Snyder, hockeyeur professionnel canadien (° 23 février 1978).
  - Timothy Treadwell, écologiste américain (° 29 avril 1957).
- 2004 : 
  - Rodney Dangerfield (Jacob Cohen dit), acteur et scénariste américain (° 22 novembre 1921).
  - Maurice Wilkins, physicien britannique, prix Nobel de physiologie ou médecine en 1962 (° 15 décembre 1916).
- 2005 : Álvaro Domecq, rejoneador espagnol (° 1er juin 1917).
- 2006 : Liao Hansheng, homme politique chinois (° 14 novembre 1911).
- 2007 :
  - Alexandra Boulat, photographe français (° 2 mai 1962).
  - Walter Kempowski, romancier allemand (° 29 avril 1929).
  - Władysław Kopaliński, lexicographe, journaliste et linguiste polonais (° 14 novembre 1907).
  - Vladimir Kuzin, fondeur soviétique puis russe (° 15 juillet 1930).
- 2008 : Ken Ogata, acteur japonais (° 20 juillet 1937).
- 2009 : Israel Gelfand, mathématicien, biologiste et professeur d'université russe, ukrainien, soviétique puis américain (° 20 août 1913 ou 2 septembre 1913).
- 2010 : 
  - Bernard Clavel, écrivain français de l'Académie Goncourt de 1971 à 1977 (° 29 mai 1923).
  - Moss Keane, joueur de rugby irlandais (° 27 juillet 1948).
  - Steve Lee, chanteur suisse (° 5 août 1963).
  - Georges Salomon, entrepreneur français dans l'industrie du ski (° 18 novembre 1925).
  - Roy Ward Baker, cinéaste britannique (° 19 décembre 1916).
- 2011 :
  - Peter Jaks, hockeyeur sur glace suisse (° 4 mai 1966).
  - Herbert « Bert » Jansch, musicien britannique (° 3 novembre 1943).
  - Steven Paul « Steve » Jobs, entrepreneur et informaticien américain (° 24 février 1955).
  - Charles Napier, acteur américain (° 12 avril 1936).
  - Fred Shuttlesworth, homme politique et militant pour les droits de la personne humaine américain (° 18 mars 1922).
  - Gökşin Sipahioğlu, photographe turc, fondateur de l'agence de photo Sipa (° 28 décembre 1926).
- 2012 : 
  - Edouard Mirzoyan, compositeur soviétique puis arménien (° 12 mai 1921).
  - Claude Pinoteau, réalisateur et scénariste français (° 25 mai 1925).
  - Mariano Ramos, matador mexicain (° 20 octobre 1953).
- 2013 : 
  - Sadek Batel, homme politique algérien (° 12 mars 1922).
  - Carlo Lizzani, réalisateur, scénariste, acteur et producteur de cinéma italien (° 3 avril 1922).
  - Butch Warren, jazzman américain, contrebassiste de hard bop (° 9 août 1939).
- 2014 : 
  - David Chavchavadze, écrivain américain (° 20 mai 1924).
  - Andrea De Cesaris, pilote automobile et moto italien (° 31 mai 1959).
  - Marc Galabru, médecin et écrivain français, frère du comédien Michel Galabru (° 30 janvier 1929).
  - Anna Maria Gherardi, actrice italienne (° 21 mars 1939).
  - Göte Hagström, athlète suédois (° 7 septembre 1918).
  - Geoffrey Holder, acteur, chorégraphe, metteur en scène, danseur, peintre, costumier et acteur trinidadien (° 1er août 1930).
  - Misty Upham, actrice américaine (° 6 juillet 1982).
  - Iouri Lioubimov, acteur et metteur en scène soviétique puis russe (° 30 septembre 1917).
- 2015 : 
  - Chantal Akerman, cinéaste belge (° 6 juin 1950).
  - Charles de Bourbon-Siciles, prince espagnol, duc de Calabre et infant d’Espagne (° 16 janvier 1938).
  - Flavio Emoli, footballeur italien (° 23 août 1934).
  - Henning Mankell, romancier suédois (° 3 février 1948).
- 2016 :
  - Georges Balandier, ethnologue et sociologue français (° 21 décembre 1920).
  - Joan Marie Johnson, chanteuse américaine du groupe The Dixie Cups (° 1944).
  - Michal Kováč, homme politique slovaque, président de la République slovaque de 1993 à 1998 (° 5 août 1930).
  - Arthur Z'ahidi Ngoma, homme politique congolais (° 18 septembre 1947).
  - Rodney Lynn « Rod » Temperton, auteur-compositeur-interprète anglais (° 9 octobre 1949).
  - Michiyo Yasuda (保田 道世), animateur japonais (° 28 avril 1939).
- 2017 :
  - Alain Billon, homme politique français (° 19 mai 1942).
  - Antonius Geurts, kayakiste néerlandais (° 29 février 1932).
  - Georges Griffiths, footballeur ivoirien (° 24 février 1990).
  - Dan Hanganu, architecte canado-roumain (° 27 janvier 1939).
  - António de Macedo, réalisateur, scénariste, monteur et producteur portugais (° 5 juillet 1931).
  - Giorgio Pressburger, écrivain, réalisateur, scénariste et dramaturge hongrois puis italien (° 21 avril 1937).
  - Eberhard van der Laan, avocat et homme politique néerlandais (° 28 juin 1955).
  - Anne Wiazemsky, écrivaine, comédienne et réalisatrice française (° 14 mai 1947).
- 2018 :
  - Jimmy Duquennoy, coureur cycliste belge  (° 9 juin 1995).
  - Khadija Jamal, actrice marocaine (° ? décembre 1935).
  - Grigorij Khizhnyak, basketteur soviétique puis ukrainien (° 16 juillet 1974).
  - Edgardo Rivera Martínez, écrivain et professeur d'université péruvien (° 28 septembre 1933).
  - Karl Mildenberger, boxeur allemand (° 23 novembre 1937).
  - Víctor Pey, ingénieur, professeur et patron de presse espagnol naturalisé chilien (° 31 août 1915).
  - Pierre Théberge, historien de l'art et administrateur public canadien (° 9 août 1942).
- 2020 : 
  - Szmul Gutman dit Simon Gutman, déporté franco-polonais, survivant et témoin de la Shoah (° 20 juillet 1923).
  - Margaret Nolan, modèle de charme et actrice britannique (° 29 octobre 1943).
- 2021 : 
  - Pierre Légaré, auteur fantaisiste et psychologue canadien québécois (° 2 juin 1949).
  - Budge Patty, tennisman américain (né en 1924).
  - Jules Théobald, doyen masculin des Français entre 2019 et sa mort, premier homme français (et martiniquais) à atteindre l'âge de 112 ans (° 17 avril 1909).
- 2022 :
  - Marguerite Andersen, romancière, essayiste et poétesse canadienne (° 15 octobre 1924).
  - Alejandra González Pino, femme politique chilienne (° 10 mars 1968).
  - Wolfgang Kohlhaase, réalisateur, scénariste et écrivain allemand (° 13 mars 1931).
- 2023 : 
  - Jonathan Beare, rameur d'aviron canadien (° 10 mai 1974).
  - Piotr Klemensiewicz, peintre et sculpteur français (° 11 février 1956).
  - Dick Butkus, joueur de foot U.S. américain (° 9 décembre 1942).
  - Jacques Chonchol, agronome et homme politique chilien (° 12 mars 1926).
- 2024 :
  - A. Q. M. Badruddoza Chowdhury, homme d'État bangladais (° 11 octobre 1930).
  - Robert Coover, écrivain américain (° 4 février 1932).
  - Ildar Dadine, militant politique russe (° 14 avril 1982).
  - Timothy Darvill, archéologue britannique (° 22 décembre 1957).
  - Naima Lamcharki, actrice marocaine (° 11 juillet 1943).
  - Ifigenia Martínez, économiste, professeure et femme politique mexicaine (° 16 juin 1925).
  - Mímis Pléssas, compositeur grec (° 12 octobre 1924).
  - Giorgio Trevisan, illustrateur et dessinateur de bande dessinée italien (° 13 octobre 1934).

## Célébrations
- Unesco : journée mondiale des enseignants[8].
- Journée mondiale du sourire[9] créée par Harvey Ball par ailleurs à l'initiative du smiley.

- Indonésie : hari tentara nasional Indonesia ou « jour des forces armées »[10].
- Portugal : implantação da República[11] célébrant la proclamation de la République portugaise en 1910 (voir aussi 10 juin).

- Fêtes religieuses romaines : Augustalia en l'honneur d'Auguste, à partir de notre an -19 donc de son vivant et sous son règne d'empereur, du 5 au 12 d'october l'équivalent calendaire romain antique approximatif de l'actuel mois d'octobre grégorien.
- Christianisme : station dans la fondation de Jourdain avec dédicace et lecture de Héb. 7, 26 – 8, 2 et de Jn 7, 28-31 dans le lectionnaire de Jérusalem.

### Saints des Églises chrétiennes

#### Catholiques et orthodoxes
Saints du jour, :
- Apollinaire de Valence († 520), évêque de Valence.
- Aurée d'Amiens († VIIIe siècle), abbesse du couvent fondé par sainte Ulphe à Amiens.
- Attilan († 919), évêque de Zamora, patron de cette ville.
- Charitine (IVe siècle), martyre en Cilicie.
- Divitien de Soissons († 320), évêque de Soissons.
- Firmat († Ve siècle), diacre, et sa sœur Flavienne, martyrs à Auxerre.
- Froilan (es) († 904), évangélisateur et évêque de León, en Espagne.
- Grégoire (+ 861), moine géorgien.
- Gall d'Aoste († 546), évêque d'Aoste.
- Hymetière († VIe siècle), ermite dans le Jura.
- Jérôme de Nevers († 815), évêque de Nevers.
- Mamelcta (IVe siècle), martyre en Perse.
- Marcellin de Ravenne († 346), évêque de Ravenne.
- Meinulphe († 847), diacre en Westphalie.
- Saints martyrs de Trève († 302), Palmace, Maxence, Constance, Crescence, Justin, Léandre, Alexandre, Soter, Hormisdas, Papyre, Constant et Jovinien, martyrs à Trèves, en Allemagne.
- Placide († 541), moine bénédictin, disciple de saint Benoît de Nursie.
- Thraséas († 171), évêque d'Euménie et martyr à Smyrne.
- Tulle de Manosque († 430), fille de saint Eucher de Lyon, et sœur de sainte Consorce.

#### Saints et bienheureux catholiques
Saints et béatifiés du jour :
- Albert Marvelli († 1946), bienheureux laïc italien, membre de l'Action catholique.
- Anna Schäffer († 1925), mystique allemande[14].
- Bartolo Longo († 1926), bienheureux laïc italien, tertiaire dominicain fondateur du sanctuaire Notre Dame du Rosaire, à Pompéi.
- Faustine Kowalska († 1938), sœur de Notre-Dame de la Miséricorde.
- Fleur († 1347), religieuse de Saint-Jean de Jérusalem, dans le Quercy.
- William Hartley († 1588), bienheureux prêtre anglais, martyr à Tyburn.
- John Hewitt († 1588), bienheureux prêtre anglais, martyr à Mile End (Londres).
- Marien Skrzypczak (pl) († 1939), bienheureux prêtre polonais martyr, victime des jeunesses hitlériennes.
- Matthieu Carreri († 1470), bienheureux prêtre dominicain italien.
- Maurice Duault († 1191), moine, fondateur de l'abbaye Saint-Maurice de Carnoët, fêté localement à cette date sinon 29 septembre.
- Pierre d'Imola (it) († 1320), bienheureux chevalier de Saint-Jean de Jérusalem italien.
- Raymond de Capoue († 1399), maître général des dominicains, directeur spirituel de sainte Catherine de Sienne et bienheureux.
- Sanctès de Cori (it) († 1392), bienheureux ermite de Saint-Augustin italien.
- Tranquillin Ubiarco Robles (pl) († 1928), prêtre et martyr mexicain.

#### Saints orthodoxes?
Outre les saints œcuméniques voire pré-schismatiques ci-avant, aux dates parfois "juliennes" / orientales ...
- Charitine († 1281), moniale russe.
- Méthodie († 1908), ascète.
- Sabas de Vatopédi (XIVe siècle), Ermite au Mont Athos

### Prénoms du jour
Bonne fête aux Fleur
- et par attraction aux autres porteuses voire porteurs de prénoms floraux tels Amaryllis, Anémone, April, Bergamote, Capucine, Cerise, Chloé, Clémentine, Daisy, Daphné, Églantine, Flora, Flore, Garance, Hortense, Jasmin, Jasmine, Lila, Marjolaine (fêtables aussi avec les Marguerite les 16 novembre), Prune, Violaine, Violette également fêtées les 11 juin avec les Yolande et leurs dérivés (Yolaine, Yola, etc.), Yasmine, et bien d'autres.
- Aux Faustine ,
- Moris (voir aussi 22 septembre, en plus du calendrier bretonnant),
- aux Placide .

## Traditions et superstitions

### Astrologie
- Signe du zodiaque : treizième jour du signe astrologique de la Balance.

### Dicton du jour
- « À la saint-Placide, la gelée est la première de l'année. »[15]
- « À la saint-Placide, le verger est vide. »[15]
- « Quand arrive la sainte-Fleur, pour aller au verger ce n'est plus l'heure. »[16]